# انگور نیابل
انگور نیابل (به انگلیسی: Niabell Grape) یا کونکورد کالیفرنیا نوعی از انگور رومیزی است که به دلیل طعم شیرینش برای تهیهٔ آب انگور مورد استفاده قرار می‌گیرد. این نوع انگور که طعم مشابهی با انگور کنکورد دارد، در آب و هوای معتدل به عمل می‌آید. در آمریکا، دره سن خوآکین به دلیل شرایط مناسب آب و هوایی تاکستان‌های زیادی برای پرورش این نوع انگور وجود دارد و توسط هارد پی. اولمو در سال ۱۹۴۲ توسعه یافت. این انگور همچون کونکورد دانه‌های درشتی دارد و برای تولید ژله بسیار مورد استفاده قرار می‌گیرد شراب آن نیز به صورت شیرین قابل تهیه است.
نیابل در ماه‌های ژوئیه و اوت در کالیفرنیا آمادهٔ برداشت است. این انگور به سرما مقاوم نیست به همین علت امکان نگه داری آن در سردخانه وجود ندارد و به صورت تازه مصرف می‌شود. پوست آن ضخیم و رنگی آبی (مایل به سیاه) دارد. نیابل همچون دیگر تبار انگور روباه، ونوس و مارس، مقاومت بسیاری در برابر آفت‌هایی همچون سفیدک سطحی و پوسیدگی سیاه دارد.